# Kỳ giông México
Kỳ giông Mexico hay khủng long sáu sừng (tiếng Anh: Axolotl) (Ambystoma mexicanum) là một loài kỳ giông lưu giữ các đặc điểm có được khi còn non đến giai đoạn trưởng thành có họ hàng với kỳ giông hổ. Loài này ban đầu được tìm thấy ở một số hồ, chẳng hạn như Hồ Xochimilco bên dưới Thành phố Mexico. Kỳ giông Mexico khác thường so với các loài lưỡng cư khác ở chỗ chúng đạt đến tuổi trưởng thành mà không trải qua quá trình biến thái. Thay vì phát triển phổi và lên cạn sống, con trưởng thành vẫn sống dưới nước và có mang.
Không nên nhầm lẫn kỳ giông Mexico với giai đoạn ấu trùng của các loài kỳ giông hổ có họ hàng gần với chúng (A. tigrinum và A. mavortium), phổ biến ở phần lớn Bắc Mỹ và đôi khi cũng lưu giữ các đặc điểm có được khi còn non đến giai đoạn trưởng thành. Cũng không nên nhầm lẫn chúng với cún bùn (Necturus spp.), những loài kỳ giông sống dưới nước hoàn toàn không có họ hàng gần với loài kỳ giông Mexico nhưng có bề ngoài giống nhau.
Tính đến  năm 2010, kỳ giông Mexico hoang dã đã sắp tuyệt chủng do quá trình đô thị hóa ở Thành phố Mexico và hậu quả do ô nhiễm nguồn nước, cũng như sự du nhập của các loài xâm lấn như cá rô phi và cá rô. Chúng hiện được CITES đánh giá là loài nguy cấp và IUCN là loài cực kỳ nguy cấp trong tự nhiên với số lượng ngày càng giảm. Kỳ giông Mexico được sử dụng nhiều trong nghiên cứu khoa học do khả năng tái tạo các chi. Kỳ giông Mexico cũng được bán làm thực phẩm ở các chợ Mexico và là một nguồn thực phẩm chính trong chế độ ăn uống của người Aztec.
Các cuộc khảo sát vào năm 1998, 2003 và 2008 đã tìm thấy lần lượt 6.000, 1.000 và 100 kỳ giông Mexico trên một km vuông trong môi trường sống ở Hồ Xochimilco của nó. Tuy nhiên, một cuộc tìm kiếm kéo dài 4 tháng vào năm 2013 đã không tìm thấy cá thể nào còn sống sót trong tự nhiên. Chỉ một tháng sau, hai con hoang dã được phát hiện trong mạng lưới kênh dẫn từ Xochimilco. Thành phố đang nghiên cứu bảo tồn kỳ giông Mexico bằng cách xây dựng các "nơi trú ẩn cho kỳ giông Mexico" và bảo tồn các môi trường sống còn lại và tiềm năng cho loài kỳ giông này.

## Mô tả

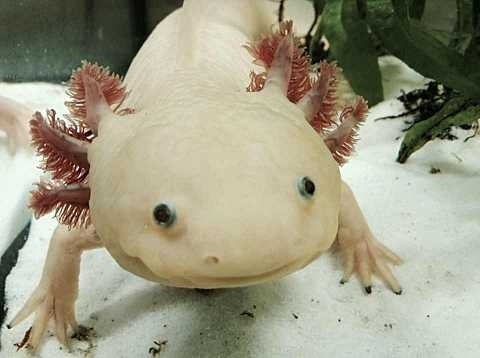
Kỳ giông Mexico trong điều kiện nuôi nhốt.

Một con kỳ giông Mexico trưởng thành về mặt tình dục, ở độ tuổi 18-24 tháng, có chiều dài từ 15 đến 45 cm, tuổi thọ trung bình từ 12-15 năm , mặc dù kích thước gần 23 cm là phổ biến nhất và lớn hơn 30 cm là hiếm. Kỳ giông Mexico sở hữu những đặc điểm điển hình của ấu trùng kỳ giông, bao gồm mang ngoài và vây đuôi kéo dài từ sau đầu đến lỗ thông hơi.
Đầu của chúng rộng và đôi mắt của chúng không có mí. Các chi của chúng kém phát triển và có các ngón dài và mỏng. Con đực được xác định bằng các rảnh phồng lên với các nhú gai, trong khi con cái đáng chú ý với cơ thể rộng hơn chứa đầy trứng. Ba cặp cuống mang bên ngoài bắt nguồn từ phía sau đầu của chúng và được sử dụng để di chuyển nước có oxy. Các rãnh mang bên ngoài được lót bằng các sợi tơ để tăng diện tích bề mặt trao đổi khí. Bốn khe mang được lót bằng các rãnh mang được giấu bên dưới các khe mang bên ngoài.
Kỳ giông Mexico hầu như không có răng tiền đình, nếu có sẽ phát triển trong quá trình biến thái. Phương thức kiếm ăn chủ yếu là bằng cách hút, trong đó những chiếc cào của chúng khóa vào nhau để đóng các khe mang. Mang bên ngoài được sử dụng để hô hấp, mặc dù việc lên bề mặt để hớp khí cũng có thể được sử dụng để cung cấp oxy cho phổi của chúng.

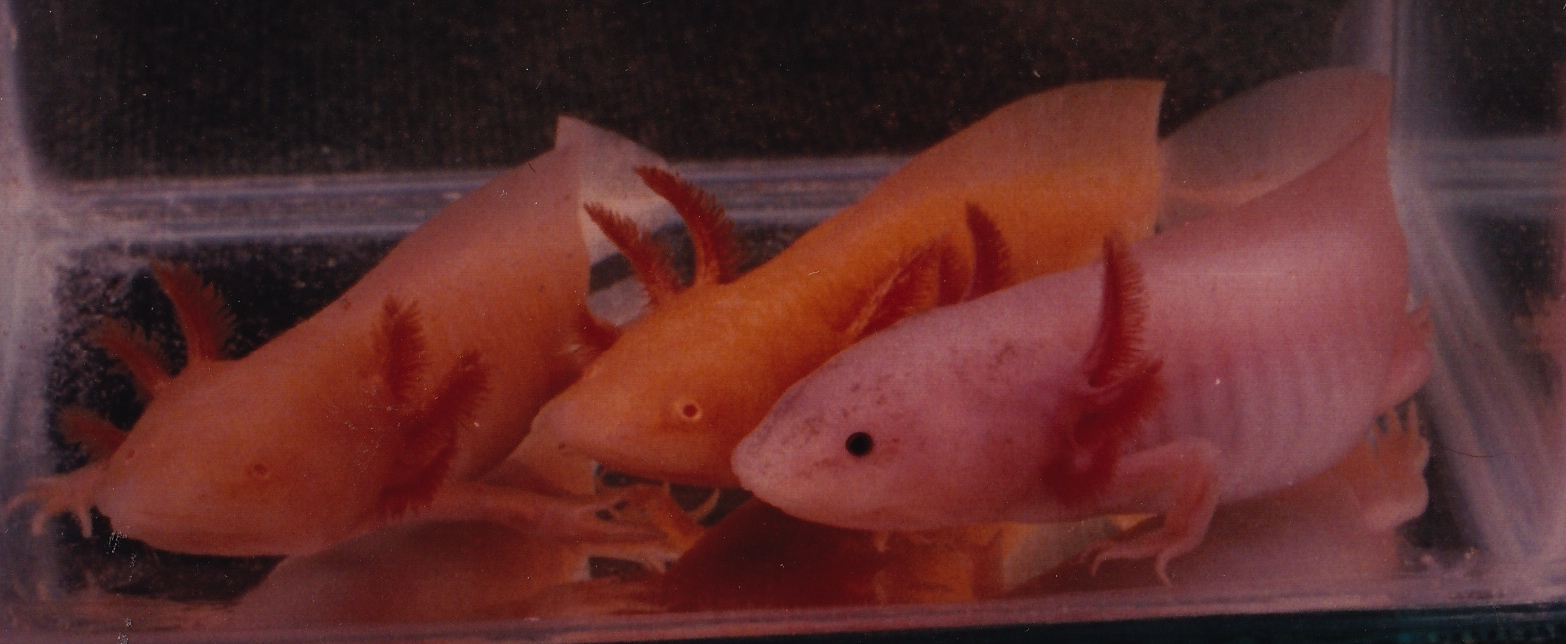
Kỳ giông Mexico hiển thị các biến thể về màu sắc

Kỳ giông Mexico có bốn gen sắc tố; khi bị đột biến chúng tạo ra các biến thể màu sắc khác nhau. Màu bình thường của các con hoang dã là màu nâu/rám nắng với những đốm vàng và màu ô liu. Bốn màu đột biến là bạch thể (hồng nhạt với mắt đen), bạch tạng (vàng với mắt vàng), axanthic (xám với mắt đen) và melanoid (tất cả đều đen không có lốm đốm vàng hoặc tông màu ô liu). Ngoài ra, có sự khác biệt lớn về kích thước, tần suất và cường độ của đốm vàng và ít nhất một biến thể phát triển hình dạng tròn màu đen và trắng khi trưởng thành. Do các nhà lai tạo vật nuôi thường xuyên lai tạp các màu khác nhau nên các con là đột biến lặn kép rất phổ biến trong buôn bán vật nuôi, đặc biệt là các con có màu trắng/hồng với mắt hồng là đột biến đồng hợp tử kép cho cả tính trạng bạch tạng và bạch thể. Kỳ giông Mexico cũng có một số khả năng hạn chế trong việc thay đổi màu sắc của chúng để ngụy trang tốt hơn bằng cách thay đổi kích thước và độ dày tương đối của tế bào sắc tố đen/nâu.

## Môi trường sống và sinh thái

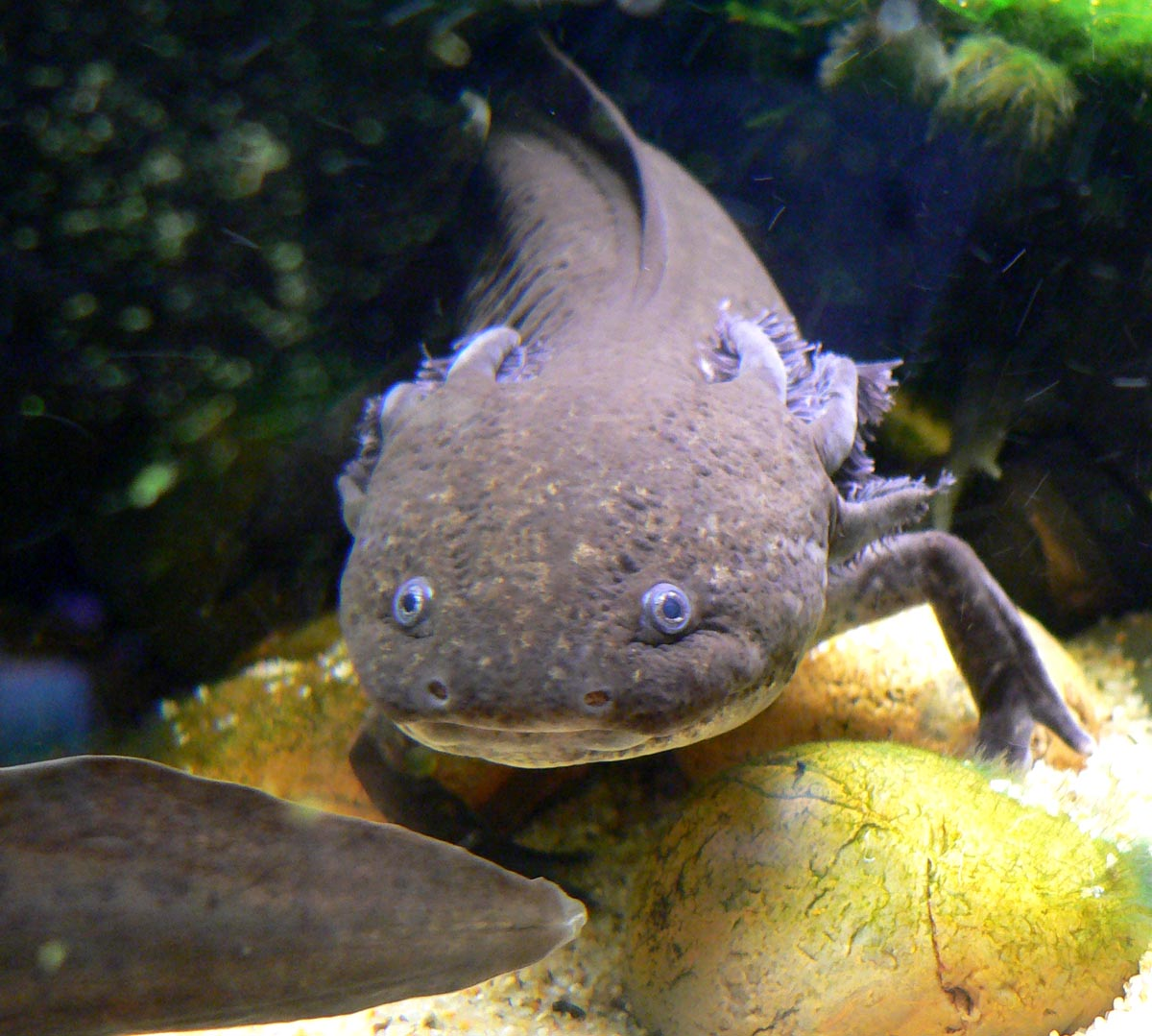
Kỳ giông Mexico trong điều kiện nuôi nhốt.

Kỳ giông Mexico chỉ đặc hữu ở Hồ Xochimilco và Hồ Chalco ở Thung lũng Mexico. Hồ Chalco không còn tồn tại, đã được rút nước như một biện pháp kiểm soát lũ lụt, và Hồ Xochimilco vẫn là dấu tích của hồ trước đây, chủ yếu tồn tại dưới dạng kênh rạch. Nhiệt độ nước ở Xochimilco hiếm khi tăng trên 20 °C, mặc dù nó có thể giảm xuống 6 đến 7 °C vào mùa đông, và có lẽ thấp hơn.
Quần thể hoang dã đã bị áp lực nặng nề bởi sự phát triển của Thành phố Mexico. Kỳ giông Mexico hiện đang nằm trong Danh sách Đỏ hàng năm của Liên minh Bảo tồn Thiên nhiên Quốc tế về các loài bị đe dọa. Các loài cá không phải bản địa, chẳng hạn như cá rô phi châu Phi và cá chép châu Á, gần đây cũng đã được đưa vào vùng nước này. Những con cá mới này đã và đang ăn những con non của kỳ giông Mexico, cũng như nguồn thức ăn chính của chúng.
Kỳ giông Mexico là thành viên của kỳ giông hổ, hay Ambystoma tigrinum, phức hợp loài, cùng với tất cả các loài Ambystoma Mexico khác. Môi trường sống của chúng giống như của hầu hết các loài giữ các đặc điểm có được khi còn non đến giai đoạn trưởng thành - một vùng nước có độ cao lớn được bao quanh bởi môi trường trên cạn đầy rủi ro. Những điều kiện này được cho là thuận lợi cho đặc điểm trên. Tuy nhiên, một quần thể kỳ nhông hổ Mexico trên cạn chiếm giữ và sinh sản trong môi trường sống của loài kỳ giông Mexico.
Kỳ giông Mexico là loài ăn thịt, ăn những con mồi nhỏ như giun, côn trùng và cá nhỏ trong tự nhiên. Kỳ giông Mexico định vị thức ăn bằng mùi và sẽ "búng" vào bất kỳ bữa ăn tiềm năng nào, hút thức ăn vào dạ dày của chúng bằng lực chân không.

## Chăm sóc nuôi nhốt

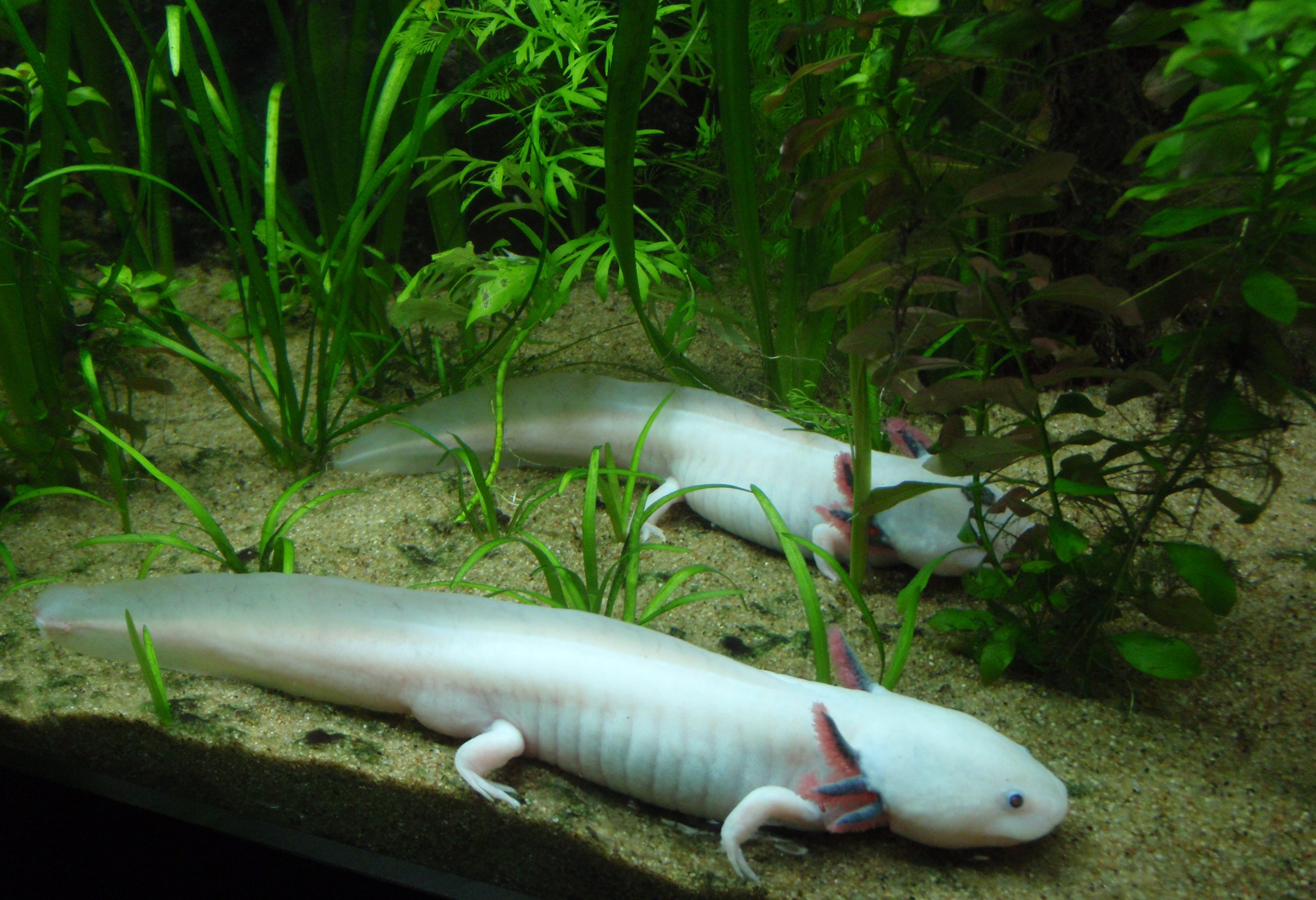
Những con kỳ giông Mexico này tại Thủy cung Vancouver bị bạch tạng, ít sắc tố hơn so với bình thường.

Kỳ giông Mexico là một loại thú nuôi độc lạ phổ biến giống như họ hàng của nó, kỳ giông hổ (Ambystoma tigerinum). Đối với tất cả các sinh vật ưa nhiệt, nhiệt độ thấp hơn dẫn đến trao đổi chất chậm hơn và giảm cảm giác thèm ăn rất có hại cho sức khỏe của nó. Nhiệt độ khoảng 16 °C đến 18 °C được đề xuất cho các kỳ giông Mexico sống trong điều kiện nuôi nhốt để đảm bảo chúng tiếp thu đủ lượng thức ăn; sự căng thẳng do tiếp xúc với nhiệt độ thấp hơn một ngày có thể nhanh chóng dẫn đến bệnh tật và tử vong, và nhiệt độ cao hơn 24 °C có thể dẫn đến tăng tỷ lệ trao đổi chất, cũng gây ra căng thẳng và cuối cùng là tử vong. Kỳ giông Mexico ưa sống trong bể có dòng nước chảy yếu hay tĩnh lặng, dòng nước quá mạnh và tạo ra quá nhiều bong bóng cũng sẽ làm chúng bị căng thẳng. Clo, thường được thêm vào nước máy, có hại cho kỳ giông Mexico. Một con kỳ giông Mexico thường cần một bể 40 lít với độ sâu nước ít nhất là 15 cm. Kỳ giông Mexico dành phần lớn thời gian ở dưới đáy bể.

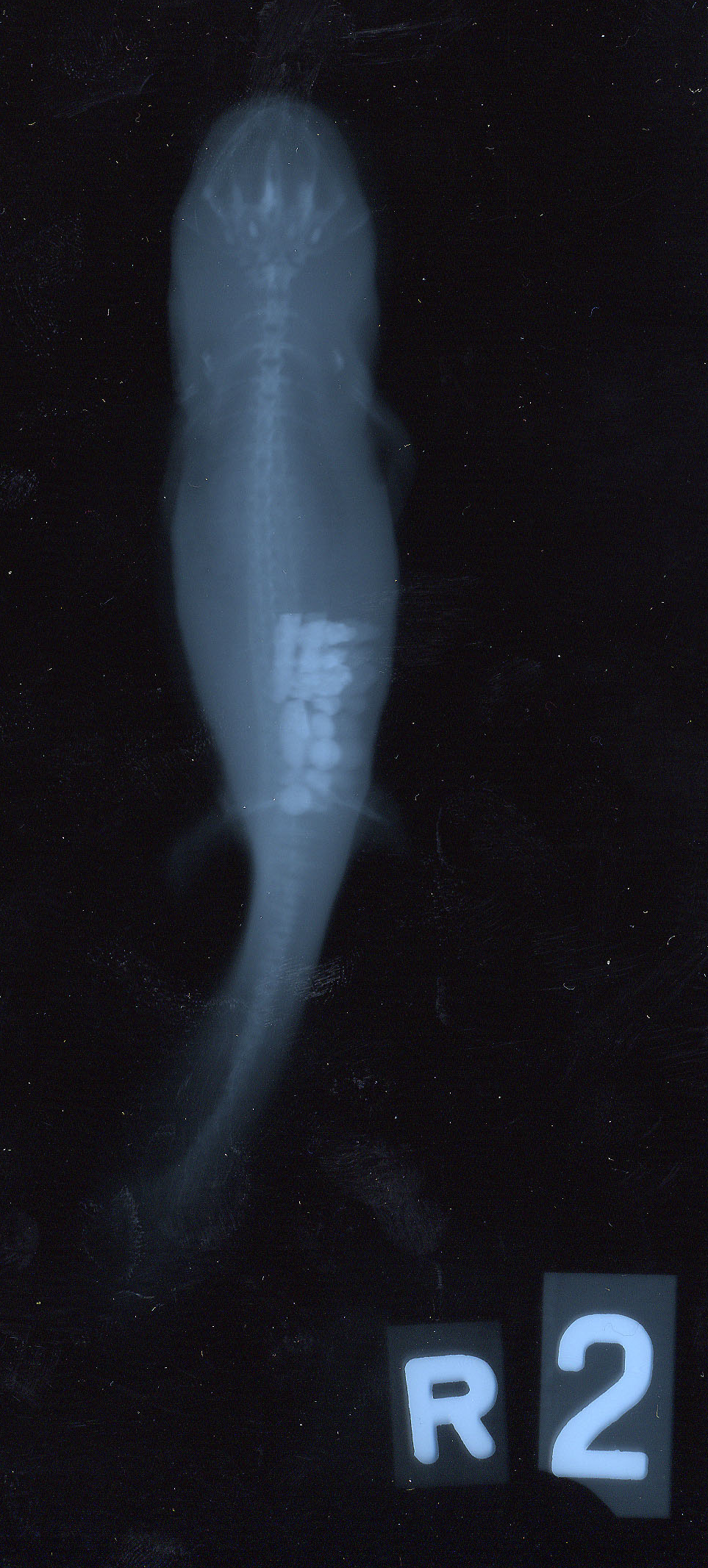
Con vật này đã được chụp X-quang nhiều lần như một phần của dự án nghiên cứu trong khoảng thời gian hai năm. Nó là một con trưởng thành khỏe mạnh bình thường (26,3 cm; 159,5 gm) khi bắt đầu dự án và sống thêm vài năm sau khi dự án kết thúc.

Muối, chẳng hạn như dung dịch Holtfreter, thường được thêm vào nước để ngăn ngừa nhiễm trùng.
Trong điều kiện nuôi nhốt, kỳ giông Mexico ăn nhiều loại thức ăn có sẵn, bao gồm các loại thức ăn viên làm từ cá hồi và cá hồi chấm, giun máu đông lạnh hoặc sống, giun đất, trùn chỉ và sâu sáp. Kỳ giông Mexico cũng có thể ăn các loài cá nhỏ, nhưng cần nên cẩn thận vì cá có thể chứa ký sinh trùng.
Chất rải dưới nền bể (cát, sỏi, đá, v.v) là một yếu tố quan trọng khác đối với việc nuôi kỳ giông Mexico, vì kỳ giông Mexico (giống như các loài lưỡng cư và bò sát khác) có xu hướng ăn chất rải dưới nền bể cùng với thức ăn và thường dễ bị tắc nghẽn đường tiêu hóa khi nuốt phải dị vật. Một số chất nền phổ biến được sử dụng cho chuồng nuôi động vật có thể gây hại cho động vật lưỡng cư và bò sát. Nếu sử dụng sỏi (phổ biến trong bể cá), nên bao gồm các hạt mịn có kích thước đủ nhỏ để đi qua đường tiêu hóa. Để đảm bảo an toàn nhất, nên sử dụng cát sông mịn để nếu chúng có nuốt phải cũng sẽ không gây ra hậu quả nghiêm trọng. Hơn thế nữa, chúng cũng có cái gì đó để bám vào khi đi lại dưới đáy bể. Một hướng dẫn chăm sóc kỳ giông Mexico cho các phòng thí nghiệm lưu ý rằng các vật cản trong ruột là nguyên nhân phổ biến gây tử vong và khuyến cáo rằng không nên cung cấp các vật dụng có đường kính dưới 3 cm cho loài động vật này.
Có một số bằng chứng cho thấy kỳ giông Mexico có thể tìm kiếm sỏi có kích thước thích hợp để sử dụng làm thuốc tiêu hóa dựa trên các thí nghiệm được thực hiện tại thuộc địa kỳ giông Mexico của Đại học Manitoba.

## Hình ảnh

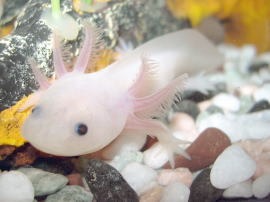
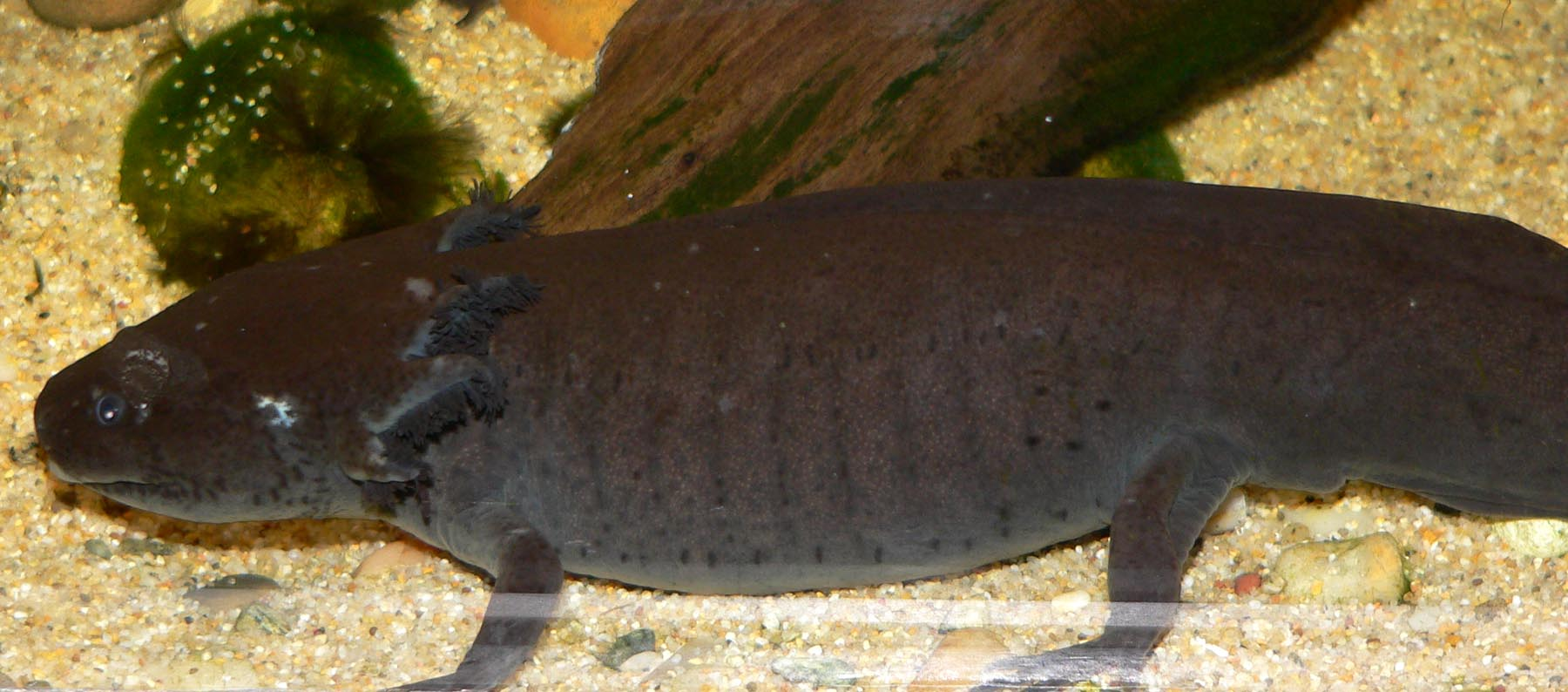
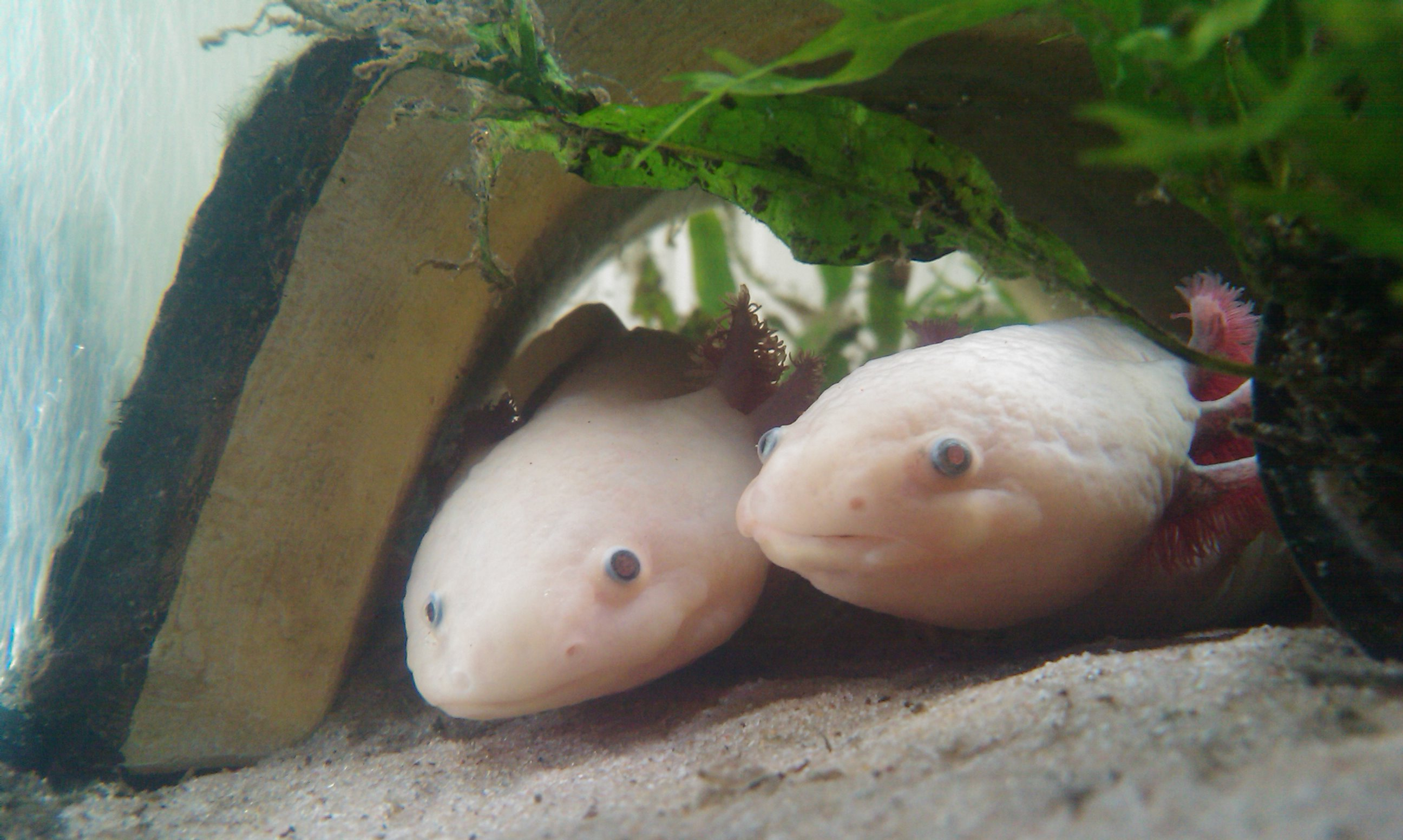
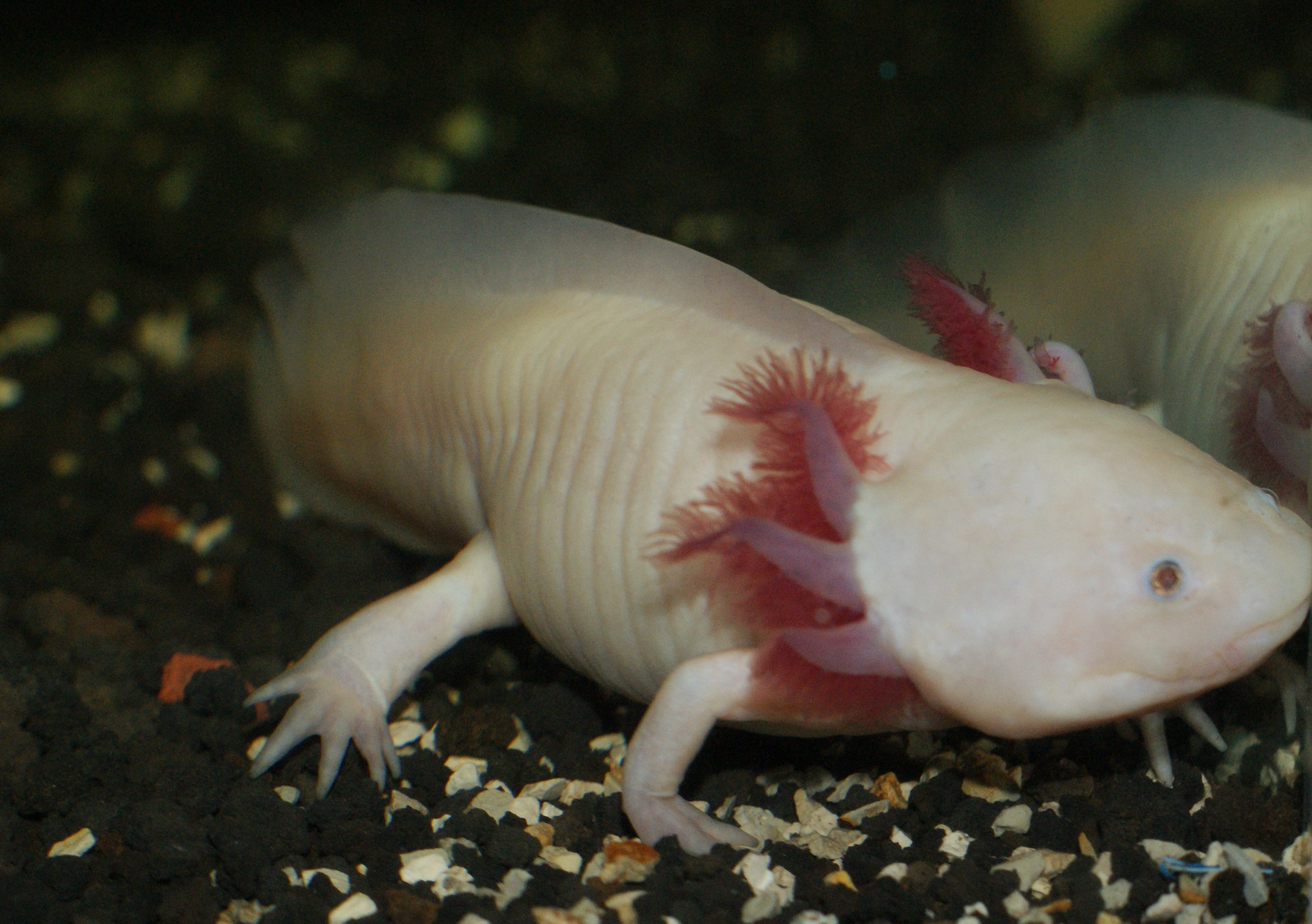
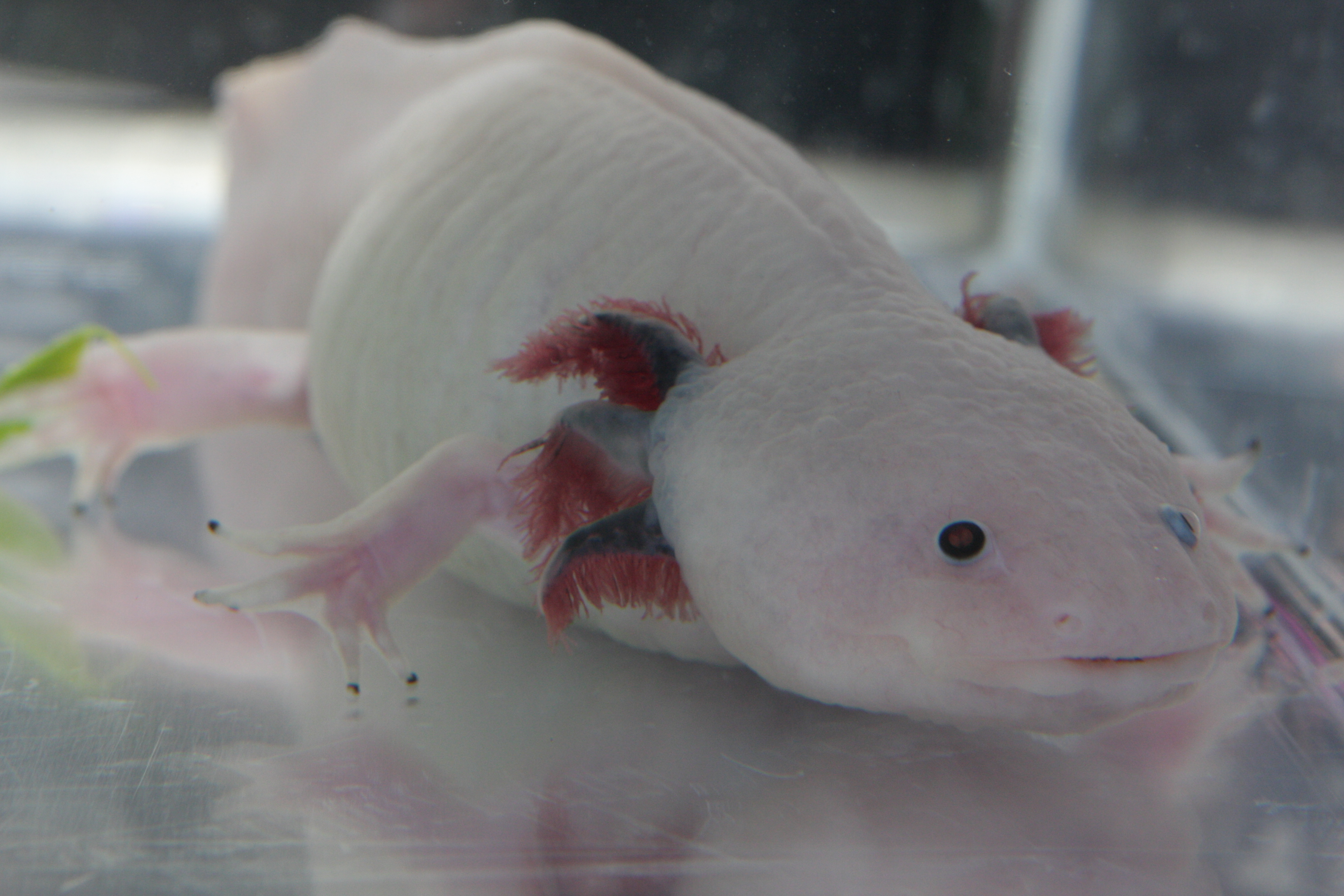
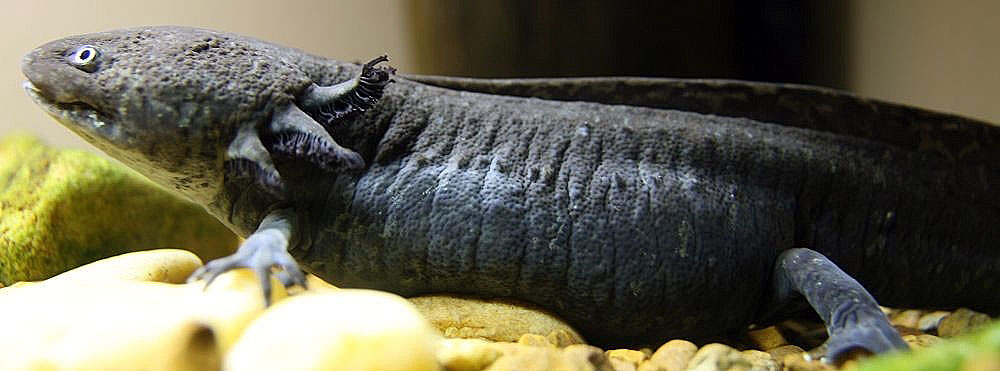